# Callichthys callichthys
Callichthys callichthys és una espècie de peix de la família dels cal·líctids i de l'ordre dels siluriformes.

## Morfologia
Els mascles poden assolir 17 cm de longitud total i 80 g de pes. Cos allargat i recobert de plaques òssies, amb el dors lleugerament arquejat i el ventre rectilini. Cap gros i amb dos parells de barbetes sensorials. Part inferior de les aletes pectorals reforçada amb una espina força sortint. Presenta dimorfisme sexual: els mascles són els únics que tenen els primers radis de les aletes pectorals reforçats.

## Reproducció
Els ous, dipositats en un niu de bombolles entre plantes flotants, són vigilats pel mascle i es desclouen al cap de 4-6 dies.

## Alimentació
Menja, a la nit, peixos, insectes i matèria vegetal.

## Hàbitat i distribució geogràfica
És un peix d'aigua dolça i de clima subtropical (18 °C-28 °C), el qual es troba a la major part dels rius de Sud-amèrica al nord de Buenos Aires (Argentina).

## Vida en captivitat
El seu aquari ha d'oferir un bon nombre d'amagatalls, amb una temperatura d'entre 24 i 26 °C i un règim alimentari compost d'insectes, Tubifex i aliments deshidratats. És una espècie molt pacífica i que roman en el fons aquàtic dissimulada entre les plantes durant tot el dia.